# Eois gemellaria
Eois gemellaria là một loài bướm đêm trong họ Geometridae.